# البارودية (حي)
البارودية هو حي سكني من أحياء حماة، ويعد أحد أعرق الأحياء الحموية، وكان يسمى سابقًا بـ «المنعزلة القبلية».
يقدر عدد سكان الحي عام 1961 م بـ (4285 نسمة).

## سبب التسمية
يقول الشيخ أحمد الصابوني في كتابه (تاريخ حماة): نسبة إلى ”بني البارودي“ العائلة الكبيرة الساكنة في تلك المحلة، كان من هذه العائلة أناس يصنعون البارود للدولة العثمانية في مبدأ مجيئها إلى هذه البلاد سنة 922 هـ.
ويذكر أيضًا أن تسمية الحي نسبة لمعمل البارود الكائن فيه.

## السكان
آل (البارودي - العظم - العبيسي - هبرة - أرناؤوط - الأمير - قناني - قنوت - عاشور - الفرا - عرفة - حديد - الصليعي الحراكي - سلطان - مكنون - الدريعي - نوح - الاشرفي - كلكل - جواد - حمد - صوي... وغيرهم). 